# Europawahl in Finnland 1999
Die Europawahl in Finnland 1999 fand am 13. Juni 1999 statt.

## Wahlsystem
Elf Parteien bzw. Wählervereinigung standen zur Wahl.
Finnland nutzt bei der Wahl das System der offenen Listen, wodurch die Reihenfolge der Kandidaten nicht nur die Parteien festgelegt wird. Die Wähler stimmen nicht für eine Partei selbst ab, sondern nur für deren Kandidaten. Die Stimmen, die alle Kandidaten einer Partei zusammen erhalten haben, werden für die Bestimmung der Menge an Sitzen, die eine Partei erhält, verwendet. Für diese Bestimmung findet das D’Hondt-Verfahren Anwendung. Innerhalb einer Partei werden dann jene Kandidaten Abgeordnete, die die meisten Stimmen erhalten haben. In diesem Verfahren können Kandidaten, die zwar viele Stimmen erhalten haben, deren Partei aber nicht genug Sitze hat, gegenüber Kandidaten mit weniger Stimmen, aber mehr freien Sitzen, unterliegen.

## Wahlbeteiligung
Wie in den meisten anderen EU-Ländern auch war in Finnland die Wahlbeteiligung gering. Nach dem 1996 60,3 % der Wahlberechtigten zur Wahl gegangen waren, waren dies 1999 nur noch 31,4 %.

## Wahlausgang
Die Nationale Sammlungspartei und der Grüne Bund konnten mit einem Zugewinn von jeweils mehr als 5 Prozentpunkten die stärksten Stimmenzuwächse auf sich vereinen. Damit überholte die Nationale Sammlungspartei die Finnische Zentrumspartei, welche zusammen mit der Sozialdemokratischen Partei Finnlands deutliche Verluste erlitt.
Sowohl die Sozialdemokraten als auch das Linksbündnis verloren jeweils ein Mandat. Während der Christlicher Bund Finnlands geringfügige Verluste erlitt, gewann dieser dennoch ein Mandat hinzu. Die Schwedische Volkspartei erlangten wieder ein Mandat.

## Ergebnis
| Listen                                  | Listen                                     | Stimmen   | %    | +/-   | Mandate | +/- |
| --------------------------------------- | ------------------------------------------ | --------- | ---- | ----- | ------- | --- |
|                                         | Nationale Sammlungspartei (KOK)            | 313.960   | 25,3 | +5,1  | 4       | ±0  |
|                                         | Finnische Zentrumspartei (KESK)            | 264.640   | 21,3 | −3,1  | 4       | ±0  |
|                                         | Sozialdemokratische Partei Finnlands (SDP) | 221.836   | 17,9 | −3,6  | 3       | −1  |
|                                         | Grüner Bund (VIHR)                         | 166.786   | 13,4 | +5,9  | 2       | +1  |
|                                         | Linksbündnis (VAS)                         | 112.757   | 9,1  | −1,4  | 1       | −1  |
|                                         | Schwedische Volkspartei                    | 84.153    | 6,8  | +1,0  | 1       | ±0  |
|                                         | Christlicher Bund Finnlands (KD)           | 29.637    | 2,4  | −0,4  | 1       | +1  |
|                                         | Kirjava ”Puolue” – Elonkehän Puolesta      | 29.215    | 2,4  | N/A   | –       | N/A |
|                                         | Wahre Finnen                               | 9.854     | 0,8  | +0,1  | –       | ±0  |
|                                         | Kommunistische Partei Finnlands (SKP)      | 7.556     | 0,6  | N/A   | –       | N/A |
|                                         | Seniorenpartei Finnlands (SSP)             | 1.909     | 0,2  | +0,1  | –       | ±0  |
| Gesamt                                  | Gesamt                                     | 1.242.303 | 100  |       | 16      | –   |
|                                         |                                            |           |      |       |         |     |
| Ungültige Stimmen                       | Ungültige Stimmen                          | 5.819     | 0,5  | –4,4  |         |     |
| Wähler                                  | Wähler                                     | 1.248.122 | 30,1 | –27,5 |         |     |
| Wahlberechtigte                         | Wahlberechtigte                            | 4.141.098 |      |       |         |     |
|                                         |                                            |           |      |       |         |     |
| Quellen: Tilastokeskus: Listen – Wähler |                                            |           |      |       |         |     |

## Fraktionen im Europäischen Parlament
| Partei                         | Partei                               | Mandate | Fraktion |
| ------------------------------ | ------------------------------------ | ------- | -------- |
|                                | Nationale Sammlungspartei            | 4 / 16  | EVP-ED   |
|                                | Finnische Zentrumspartei             | 4 / 16  | ELDR     |
|                                | Sozialdemokratische Partei Finnlands | 3 / 16  | SPE      |
|                                | Grüner Bund                          | 2 / 16  | G/EFA    |
|                                | Linksbündnis                         | 1 / 16  | GUE/NGL  |
|                                | Schwedische Volkspartei              | 1 / 16  | ELDR     |
|                                | Christlicher Bund Finnlands          | 1 / 16  | EVP-ED   |
|                                |                                      |         |          |
| Quelle: Europäisches Parlament |                                      |         |          |